# Alchemilla oirotica
Alchemilla oirotica es una especie de planta del género Alchemilla, perteneciente a la familia Rosaceae.

## Taxonomía
Alchemilla oirotica fue descrita por Czkalov en 2014.

## Distribución
Se encuentra en el territorio del Krai de Altái y la República de Altái.